# Mestre Calcio 1996-1997
Questa pagina raccoglie le informazioni riguardanti il Mestre Calcio nelle competizioni ufficiali della stagione 1996-1997.

## Rosa
| N. |                   | Ruolo | Calciatore         |
| -- | ----------------- | ----- | ------------------ |
|    | Italia (bandiera) | C     | Ronny Bandiera     |
|    | Italia (bandiera) | C     | Luca Beghetto      |
|    | Italia (bandiera) | A     | Alessandro Bertan  |
|    | Italia (bandiera) | D     | Riccardo Bigon     |
|    | Italia (bandiera) | P     | Vinicio Bisoli     |
|    | Italia (bandiera) | A     | Bartolo Bosaglia   |
|    | Italia (bandiera) | P     | Lorenzo Cima       |
|    | Italia (bandiera) |       | Ferrante           |
|    | Italia (bandiera) |       | Grassi             |
|    | Italia (bandiera) | C     | Giuseppe Labadessa |
|    | Italia (bandiera) | C     | Andrea Manzo       |
|    | Italia (bandiera) |       | Pagani             |
|    | Italia (bandiera) |       | Pedriali           |

| N. |                   | Ruolo | Calciatore        |
| -- | ----------------- | ----- | ----------------- |
|    | Italia (bandiera) | D     | Marco Penzo       |
|    | Italia (bandiera) | C     | Eddy Perenzin     |
|    | Italia (bandiera) |       | Perotti           |
|    | Italia (bandiera) | D     | Alessandro Porro  |
|    | Italia (bandiera) | C     | Antonio Rebesco   |
|    | Italia (bandiera) | C     | Onesto Riccitelli |
|    | Italia (bandiera) | C     | Marco Scarpa      |
|    | Italia (bandiera) | D     | Agostino Siviero  |
|    | Italia (bandiera) | C     | Adolfo Sormani    |
|    | Italia (bandiera) | A     | Sandro Tormen     |
|    | Italia (bandiera) |       | Vaccaretti        |
|    | Italia (bandiera) | C     | Filippo Vianello  |
|    | Italia (bandiera) |       | Visciglia         |